# Martha Rasmussen
Martha Rasmussen (10 de julio de 2002) es una deportista de Dinamarca que compite en atletismo. Ganó una medalla de bronce en el Campeonato Europeo de Atletismo Sub-20 de 2021, en la prueba de 400 m vallas.